# Spilosoma penultimum
Spilosoma penultimum är en fjärilsart som beskrevs av Sergius G. Kiriakoff 1965. Spilosoma penultimum ingår i släktet Spilosoma och familjen björnspinnare. Inga underarter finns listade i Catalogue of Life.